# Mouhamed Ngom
Mouhamed El Bachir Ngom (Dakar, 12 maggio 2000) è un calciatore senegalese, difensore del Riga FC.

## Carriera

### Club
Il 26 giugno 2022 viene acquistato a titolo definitivo dalla squadra lettone del Riga FC.

## Statistiche

### Presenze e reti nei club
Statistiche aggiornate al 5 novembre 2023.
| Stagione        | Squadra         | Campionato      | Campionato | Campionato | Coppe nazionali | Coppe nazionali | Coppe nazionali | Coppe continentali | Coppe continentali | Coppe continentali | Altre coppe | Altre coppe | Altre coppe | Totale | Totale |
| Stagione        | Squadra         | Comp            | Pres       | Reti       | Comp            | Pres            | Reti            | Comp               | Pres               | Reti               | Comp        | Pres        | Reti        | Pres   | Reti   |
| --------------- | --------------- | --------------- | ---------- | ---------- | --------------- | --------------- | --------------- | ------------------ | ------------------ | ------------------ | ----------- | ----------- | ----------- | ------ | ------ |
| mar.-giu. 2022  | Auda Ķekava     | VL              | 14         | 1          | CL              | 0               | 0               | -                  | -                  | -                  | -           | -           | -           | 14     | 1      |
| giu.-nov. 2022  | Riga FC         | VL              | 16         | 0          | CL              | 1               | 0               | UECL               | 4                  | 0                  | -           | -           | -           | 21     | 0      |
| 2023            | Riga FC         | VL              | 24         | 0          | CL              | 3               | 1               | UECL               | 3                  | 1                  | -           | -           | -           | 30     | 2      |
| Totale Riga FC  | Totale Riga FC  | Totale Riga FC  | 40         | 0          |                 | 4               | 1               |                    | 7                  | 1                  |             | -           | -           | 51     | 2      |
| Totale carriera | Totale carriera | Totale carriera | 54         | 1          |                 | 4               | 1               |                    | 7                  | 1                  |             | -           | -           | 65     | 3      |